# SnowWorld Amsterdam

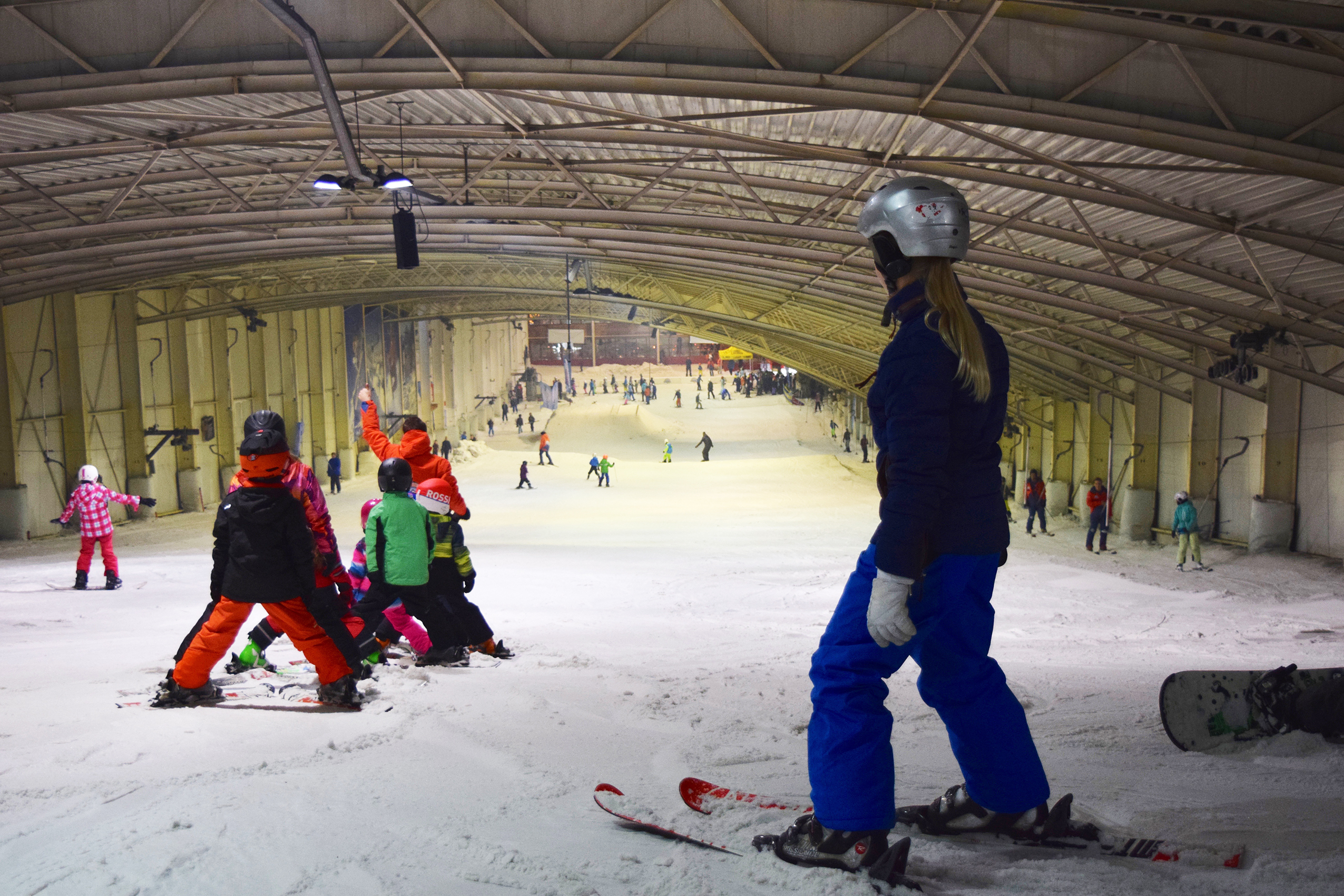
Lengte: 200 meter lange piste. Opening: 1999.

SnowWorld Amsterdam (voorheen Snowplanet) is een indoorskibaan gevestigd in Velsen in het recreatiegebied Spaarnwoude in Noord-Holland. De locatie werd geopend in april 1999. 
Op de skipiste heerst een constante temperatuur van −5° Celsius. De skibaan heeft een lange, steile piste, een (beginners-)piste van 100 meter en voor de allerkleinsten een kinderhelling. Er zijn drie liften aanwezig en een mogelijkheid om materiaal te huren. De langste piste heeft een lengte van 170 meter.
Er zijn verder een zelfbedieningsrestaurant en restaurant de Heuvel voor grill en fondue.

## Geschiedenis

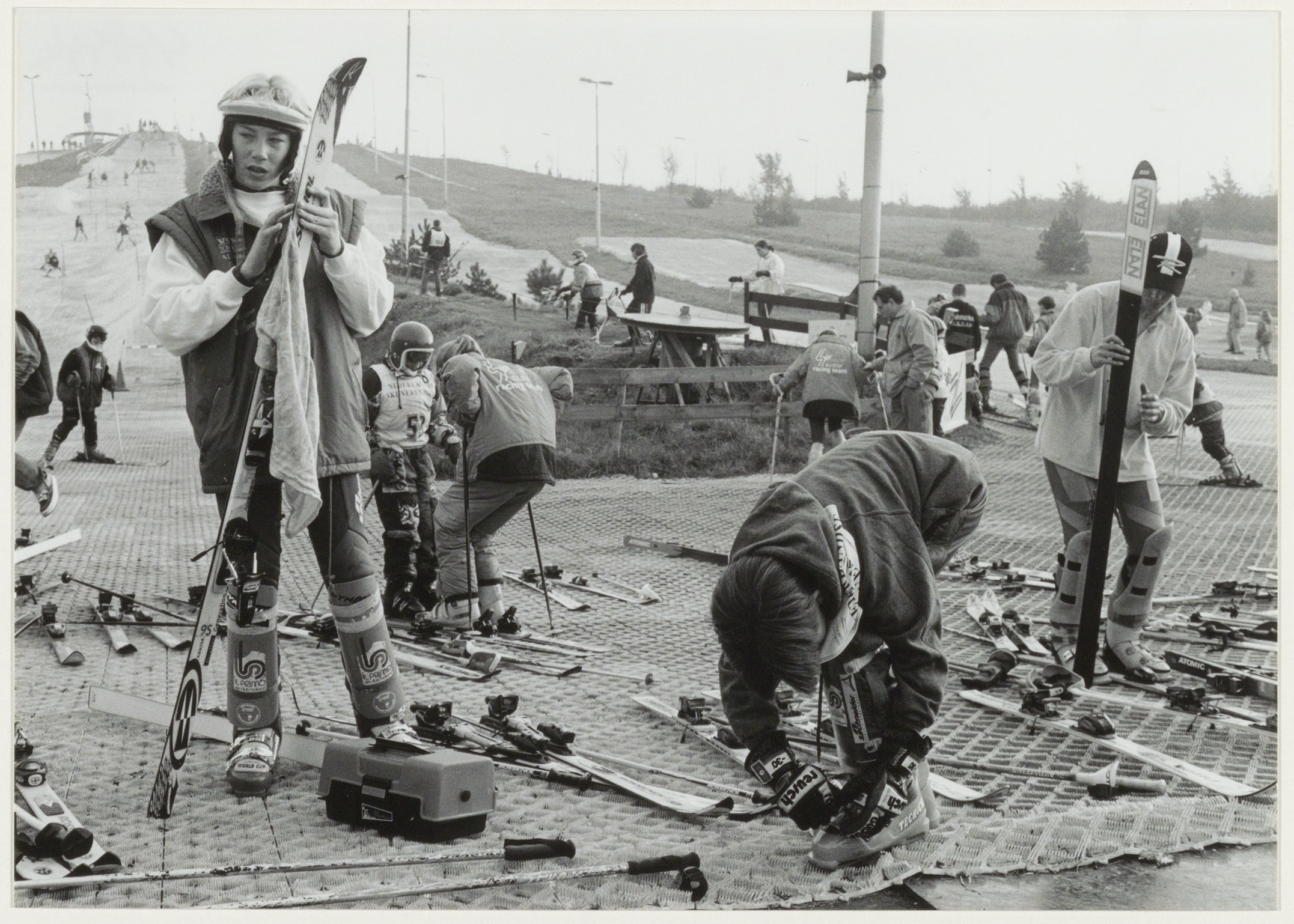
Wedstrijd in 1997 op de kunstskibaan in het Recreatiegebied Spaarnwoude.

In 1988 opende De Nederlandse Skischool van de Oostenrijkse skileraar Sigi Moser een borstelbaan. Zes jaar eerder had Moser een kunstskibaan op de Wilhelminaberg in Limburg opgezet. Het 15.000 m² grote complex, was ingericht als een echt skigebied met verschillende afdalingen en verschillende moeilijkheidsgradaties. In 1998 ontstonden de eerste plannen voor een indoorpiste met echte sneeuw. In april 1999 opende SnowPlanet haar deuren als indoorpiste.
In december 2018 nam SnowWorld SnowPlanet over.